# Partito Azione Nazionale
Il Partito Azione Nazionale (in spagnolo: Partido Acción Nacional, PAN) è un partito politico messicano di orientamento conservatore e cristiano democratico fondato il 16 settembre 1939. Si tratta di una delle principali forze politiche del Paese: dal 2000 al 2012 il Presidente del Messico è stato sempre un esponente di questo partito, sebbene esso non abbia la maggioranza al Congresso.

## Storia
Il Partito di Azione Nazionale (PAN) fu fondato nel settembre 1939 da Manuel Gómez Morín. Il motto del PAN "Per una patria ordinata e generosa, e una vita migliore e più dignitosa per tutti" è stato adottato.
Il PAN originariamente riuniva l'élite socio-economica messicana che si opponeva alle riforme del presidente Lázaro Cárdenas. In particolare, si opponeva al suo progetto di istruzione laica gratuita, alla nazionalizzazione del petrolio e alla riforma agraria. Il partito, che all'epoca includeva figure filofasciste, sosteneva la neutralità del Messico durante la seconda guerra mondiale.
Nelle elezioni del 2000, il Partito d'Azione Nazionale ha nominato il suo candidato, l'ex dirigente della Coca-Cola, Vicente Fox, alla presidenza, spodestando il PRI per la prima volta. Il nuovo governo, che aveva promesso durante la campagna elettorale di aprire gli archivi di stato su certi atti criminali attribuiti al PRI, ha finalmente fatto un patto con quest'ultimo. Il PRI ha negoziato il suo sostegno a certe riforme in cambio dell'impunità. Il PAN ha mantenuto il potere nel 2006 con l'elezione di Felipe Calderón.
Il partito ha presentato la candidatura di Ricardo Anaya Cortés per le elezioni presidenziali del 2018, ma è stato coinvolto in casi di appropriazione indebita e non è riuscito a radunare il partito intorno a sé. In particolare, non ha convinto quelli vicini all'ex presidente Felipe Calderón, la cui moglie, Margarita Ester Zavala Gómez del Campo, ha corso come indipendente, prima di rinunciare.

## Ideologia

### La "Azione Nazionale"
Il PAN è stato associato ad istanze conservatrici sin dagli inizi, ma il partito si considera conservatore soprattutto sui temi etico/sociali, come l'aborto, l'eutanasia ed i matrimoni omosessuali.
Questa teoria si inserisce in un forte contesto cattolico romano e deriva dall'ideologia cristiano-democratica. Fu sviluppata soprattutto da Gómez Morín, da Efraín González Luna Morfín e dai loro collaboratori. Alcuni osservatori, comunque, sostengono che questo tipo di politica sia stata indebolita dalla predominanza di elementi conservatori nella pratica politica del PAN.

### Conservatorismo
Attualmente, il PAN occupa il lato destro dell'arco politico messicano, invocando la libera impresa, le privatizzazioni, la riduzione delle tasse, riforme in senso liberale, e l'opposizione alle unioni omosessuali e all'aborto. Le sue posizioni sono in parte simili a quelle del Partito Repubblicano degli Stati Uniti, o del Partito Conservatore del Canada, ma soprattutto con i partiti cristiano-democratici europei. Molti dei suoi membri si ispirano alla dottrina della Chiesa cattolica nell'azione politica. Il PAN è membro dell'Organizzazione dei Cristiano Democratici Americani, (CDOA).
A livello economico è social conservatore, date le sue posizioni a favore del libero mercato,  dell'iniziativa privata, collocandosi nei concetti di conservatorismo fiscale e di liberismo. È inoltre fautore del corporativismo sociale e dell'intervento dello Stato in economia sul piano del protezionismo, dei servizi pubblici(trasporti, sanità, scuola, energia...), di sostegno al reddito e al salario.

## Presidenti del partito
- Manuel Gómez Morín 1939-1949
- Juan Gutiérrez Lascuráin 1949-1956
- Alfonso Ituarte Servín 1956-1959
- José González Torres 1959-1962
- Adolfo Christlieb Ibarrola 1962-1965
- Ignacio Limón Maurer 1965-1968
- Manuel González Hinojosa 1969-1972
- José Ángel Conchelo Dávila 1972-1975
- Efraín González Luna Morfín 1975
- Raúl González Schmall 1975 (ad interim)
- Manuel González Hinojosa 1975-1978
- Avel Vicencio Tovar 1978-1984
- Pablo Emilio Madero 1984-1987
- Luis H. Álvarez 1987-1993
- Carlos Castillo Peraza 1993-1996
- Felipe Calderón Hinojosa 1996-1999
- Luis Felipe Bravo Mena 1999-2005
- Manuel Espino Barrientos 2005-in carica

## Candidati alla Presidenza del Messico
- Efraín González Luna 1952
- Luis H. Álvarez 1958
- José Luis González Torres 1964
- Efraín González Luna Morfín 1970
- Nessun candidato nel 1976
- Pablo Emilio Madero 1982
- Manuel J. Clouthier 1988
- Diego Fernández de Cevallos 1994
- Vicente Fox Quesada 2000 (eletto)
- Felipe Calderón Hinojosa 2006 (eletto)
- Josefina Vázquez Mota 2012
- Ricardo Anaya Cortés 2018